# Arrhenophagus
Arrhenophagus är ett släkte av steklar som beskrevs av Aurivillius 1888. Arrhenophagus ingår i familjen sköldlussteklar.
Kladogram enligt Catalogue of Life och Dyntaxa:
| Arrhenophagus | \| \| Arrhenophagus albitibiae \| \| \| \| \| \| Arrhenophagus chionaspidis \| \| \| \| |
|               | \| \| Arrhenophagus albitibiae \| \| \| \| \| \| Arrhenophagus chionaspidis \| \| \| \| |
|               | Arrhenophagus albitibiae                                                                |
|               |                                                                                         |
|               | Arrhenophagus chionaspidis                                                              |
|               |                                                                                         |